# فونتانيلا
فونتانيلا (بالألمانية: Fontanella) هي بلدية في ولاية فورارلبرغ النمساوية.